# Xander Berkeley
Xander R. Berkeley (født 16. december 1955 i Brooklyn, New York, USA) er en amerikansk skuespiller, der har medvirket i mere end 80 film, men kun har haft få hovedroller.

## Biografi

### Karriere
Berkeley debuterede i 1981 i småroller i amerikanske tv-serier som M*A*S*H, Cagney & Lacey, Remington Steele, Miami Vice, Moonlighting og The A-Team. Selv om han ikke blev et fast navn, blev hans ansigt mere og velkendt 1990'erne. Hans senere gæsteroller i tv-serier inkluderede CSI: Crime Scene Investigation, Skadestuen, Strengt fortroligt og Law & Order.
Han har medvirket i populære actionfilm som North Country, Terminator 2: Dommedag, A Few Good Men, Candyman, Apollo 13, Leaving Las Vegas, Gattaca, The Rock (ikke krediteret), Air Force One, Sid and Nancy, Spawn, Amistad, Timecode og som hans mest kendte rolle Nathan Van Cleef i Shanghai Noon. Adskillige af hans tidligere roller var i film af instruktøren Alex Cox. De fleste af hans roller har været usympatiske personer.

### Privat
Berkely gik på Hampshire College, og er ud over, at være skuespiller, også skulptør og kunstmaler samt makeupartist. Den 23. september 2006 fødte hans kone, Sarah Clarke (som han havde mødt under optagelserne til 24 timer), deres første datter, Olwyn Harper Berkeley.

## Filmografi
- Air Force One (1997)